# Kanpanoste
El yacimiento de Kanpanoste está situado en la localidad alavesa de Vírgala Mayor. Se trata de un abrigo bajo roca de reducido tamaño, con una superficie de alrededor de 24 m². Fue ocupado en el Mesolítico si bien, circunstancialmente, recibió alguna visita de poca entidad durante el Calcolítico. Los trabajos arqueológicos fueron llevados a cabo por Andoni Sáenz de Buruaga en el año 1990.

## Abrigo
Una visera de 12 metros de longitud y 2 metros de anchura generan una superficie aproximada de 24 m². El yacimiento se sitúa en la cara sur del puerto de Azáceta, en la vereda del río Berrón, y está orientado al oeste. Su situación es estratégica, otorga al yacimiento cierto control de acceso al valle de Arraya y a las montañas colindantes.

## Registro estratigráfico
En el abrigo de Kanpanoste se han encontrado tres unidades sedimentarias, con una secuencia cercana al metro de espesor:
- Nivel Lanh: Con una potencia aproximada de 45 centímetros, está compuesto por tierras limoarcillosas de coloración negruzca. Este nivel se subdivide en dos unidades diferentes: la superior Lanhs, con bloques; y la inferior Lanhi, sin ellos.
- Nivel Clag: Con una potencia de 18 centímetros, está compuesto por tierras limoarcillosas de coloración grisácea y estructura suelta.

- Nivel Clam: Con una potencia de 20 centímetros, está compuesto por tierras limoarcillosas de color marrón y de estructura suelta.

## Restos
En el Nivel Lanh se han recuperado restos de industria lítica dominada por muescas y denticulados sobre lasca. Además de un sustrato de raederas denticuladas, raspadores y perforadores. La presencia en el horizonte superior de microlitos geométricos, ausentes en el horizonte inferior del nivel, ha dado pie a pensar en “una industria en evolución”. También a este nivel corresponden unas conchas marinas -nasaridas- perforadas que formaron parte de un adorno personal: su presencia nos enseña las relaciones sociales que la comunidad aquí establecida mantenía con aquellas otras ubicadas en territorios costeros cantábricos. Este nivel se ha adscrito a la fase cultural del Mesolítico de muescas y denticulados. 

En el Nivel Clag, a partir de los escasos materiales arqueológicos encontrados -denticulados, geométricos, puntas de retoque plano y cerámica lisa-, se han reconocido ocupaciones durante el Mesolítico final, el Neolítico y el Calcolítico, no bien conservadas y, en cualquier caso, de pequeña envergadura.

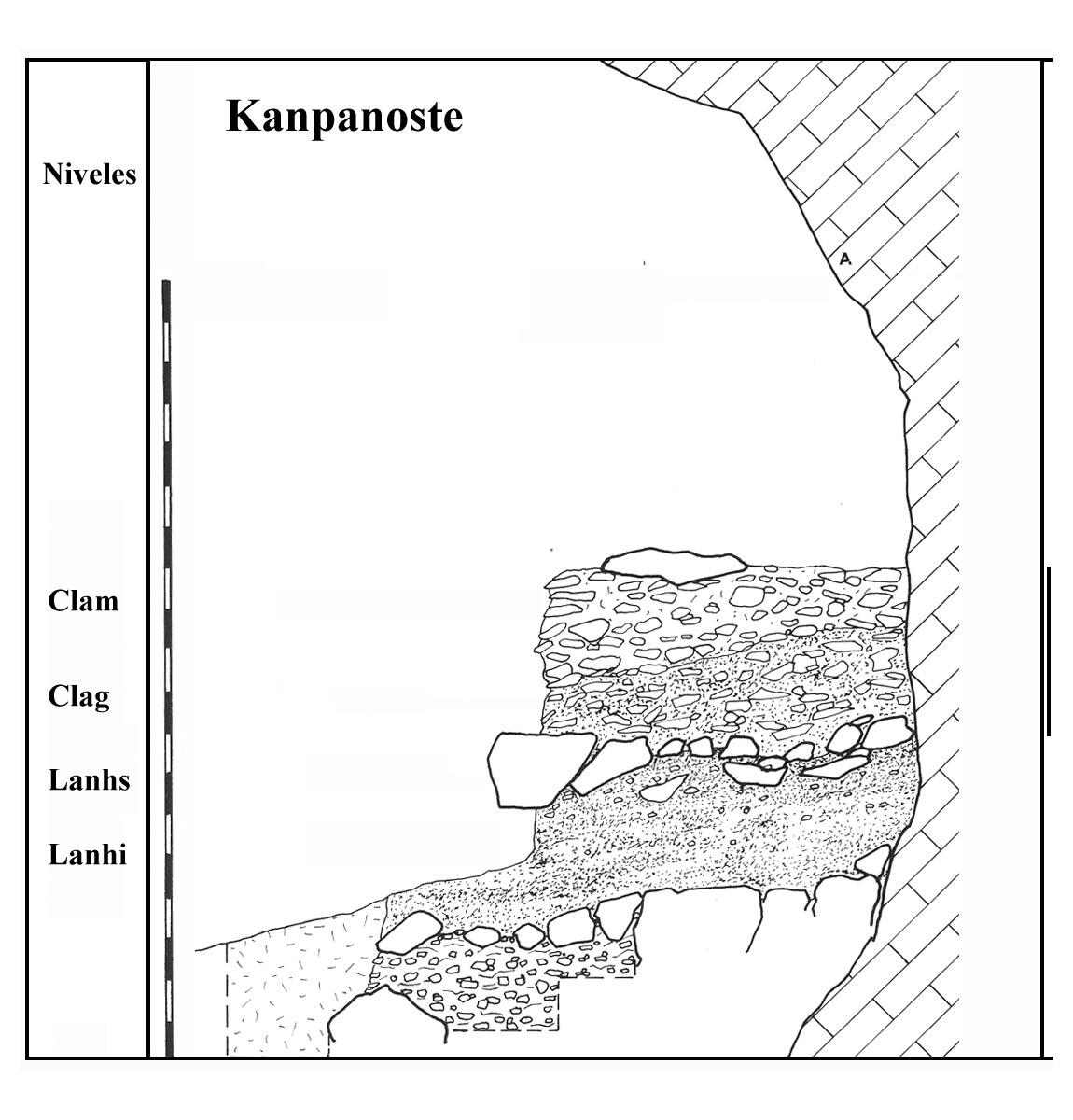
Estratigrafía de Kanpanoste

El Nivel Clam carece de interés arqueológico.

## Clima y medio ambiente
La conservación diferencial de los palinomorfos ha dificultado la interpretación de los resultados . El medio vegetal alavés entre el 8000 y el 7000 BP estaba dominado por especies caducifolias, cuyo proceso de expansión se consolida de la mano de la mejora climática del periodo interglaciar en el que aún nos encontramos. Dentro de los restos de fauna encontramos jabalí, corzo, ciervo y sarrio. 

## Dataciones absolutas
Existen seis dataciones de carbono 14, aunque tres de ellas se han desechado por problemas de mineralización en las muestras. Son válidas: para el Nivel Lanhi  8200±70BP y 7920±100 BP; para el Nivel Lanhs  7620±70 BP. Todas encajan muy bien en la unidad cultural Mesolítico de muescas y denticulados.